# Proteinpulver
|  | Sammenskrivningsforslag Artiklerne Protein, Proteinpulver er foreslået sammenskrevet. (Siden august 2014) Diskutér forslaget |

|  | Sammenskrivningsforslag Artiklerne aminosyre, Proteinpulver er foreslået sammenskrevet. (Siden august 2014) Diskutér forslaget |

 Denne artikel bør gennemlæses af en person med fagkendskab for at sikre den faglige korrekthed.

Proteinpulver er pulver med højt indhold af protein til ernæring. Protein bliver typisk associeret med fitness/bodybuilding industrien , men har de senere år vundet indflydelse i ganske normale slankekure. Protein er opbygget af aminosyrer og proteinpulver er ingen undtagelse. Proteinpulver kan være lavet på mange forskellige råvarer, men den typiske er valleprotein som stammer fra mælk. Det skyldes mælkens fordelagtige aminosyresammensætning og dertil optagelseshastigheden i kroppen.

## Brugen af protein
Ved større mængde af vægttræning har kroppen brug for mere indtag af protein end normalt. Som tommelfingerregel og hvis formålet er øget muskelmasse, har både mænd og kvinder brug for 1,2 - 1,7 g protein per kg kropsvægt. Vejer en mand 75 kg og en kvinde 55 kg, kan følgende formel fx bruges:
1,7x75 kg = cirka 127,5 gram protein dagligt.
1,2x55 kg = cirka 71,6 gram protein dagligt.
Når producenterne forsøger, at sammensætte det bedste kosttilskud har de ofte for øje, at proteinpulveret skal have et højt indhold af EAA (Essential Amino Acids = Essentielle Aminosyrer) og dertil et højt indhold af BCAA (Branched Chained Amino Acids = Forgrenede Aminosyrer). Det siger sig selv, at de essentielle aminosyrer ikke kan produceres i kroppen, hvilket forklarer hvorfor de er essentielle. Forgrenede aminosyrer har i flere studier vist sig, at være meget fordelagtige aminosyrer som i høj grad påvirker proteinsyntesen, hvilket øger protein produktionen i kroppen og på den måde påvirker det overall turnover af protein (muskel væv) i kroppen.[kilde mangler]
Proteinpulver bliver også produceret af ærter, ris, soyabønner, oksekød, hamp og æg. Mest populær er dog valleproteinpulver, som kommer fra mælk, da den smager bedst og samtidig har den optimale aminosyreprofil til opbygning af muskelmasse. Laktoseintolerante må dog ty til alternative for kilder, for at undgå mælken og laktosen fra valle proteinpulveret. Dog kan valleprotein-isolat ofte benyttes af laktoseintolerante, da næsten alt sukkeret fra mælken er filtreret fra. 
Proteinpulver bruges også som ingrediens i en række andre produkter indenfor fitnessindustrien, herunder proteinbarer, proteinshakes og weight gainer. En stor mængde af danskere indtager for store mængder protein, og derfor anvender kroppen proteinen som energikilde i stedet for byggesten til kroppen celler.